# Bouzemont
Bouzemont – miejscowość i gmina we Francji, w regionie Grand Est, w departamencie Wogezy.
Według danych na rok 1990 gminę zamieszkiwało 30 osób, a gęstość zaludnienia wynosiła 6 osób/km² (wśród 2335 gmin Lotaryngii Bouzemont plasuje się na 1015. miejscu pod względem liczby ludności, natomiast pod względem powierzchni na miejscu 1011.).